# Alberto Soto de la Jara
José Alberto Soto de la Jara (Arequipa, 10 de marzo de 1909-1996) fue un diplomático peruano.

## Biografía
Nació en Arequipa en 1909, hijo de José Eulogio Juan de Dios Soto Landázuri y de Elvira de la Jara Angulo.
Estudió Derecho en la Universidad Nacional de San Agustín en Arequipa.
En 1940 se casó con Rosa Polar Ugarteche, con quien tuvo dos hijos: Hernando de Soto y Álvaro de Soto.

### Carrera diplomática
Laboró en el Ministerio de Relaciones Exteriores como secretario del Despacho Ministerial.
En octubre de 1939 ingresó al Servicio Diplomático de la República y fue nombrado nuevamente Secretario del ministro Alfredo Solf y Muro.
En 1940 fue nombrado como tercer secretario en la Embajada del Perú en Bolivia, luego pasó a la Embajada del Perú en Argentina.
De 1945 a 1946 fue Secretario de la Presidencia de José Luis Bustamante y Rivero.
En 1946 fue nombrado Primer Secretario en la Embajada del Perú en Canadá. Desde Ottawa, fue asesor de la Representación Permanente del Perú ante las Naciones Unidas.
En 1948, tras el golpe de Estado de Manuel Odría, Soto solicitó su pase a la disponibilidad.
Ingresó a trabajar a la Organización Internacional del Trabajo en Ginebra.
En 1963 fue reincorporado al Servicio Diplomático de la República.
En 1964 fue designado Embajador del Perú en Costa Rica, cargo que ocupó hasta 1966.
En 1966 fue nombrado Embajador del Perú en Suiza, cargo que ocupó hasta 1973 durante los gobiernos de Fernando Belaúnde Terry y de Juan Velasco Alvarado.
Participó como mediador en el Tratado de Paz entre Honduras y El Salvador firmado en 1980.
Falleció en 1996.